# キッズ・ウォー
『キッズ・ウォー』は、TBS系列（中部日本放送〈CBC〉制作）で1999年から2003年まで放送されていた昼ドラマ（ドラマ30）のシリーズである。CS放送TBSチャンネル・一部のTBS系列局でも再放送されている。
2005年からは、内容・出演者を一新した『新キッズ・ウォー』も放送された。また、同作には本作で主要人物などを演じた役者がモブや準レギュラーで出演している。

## 概要
昼ドラマとして1999年から毎年1作品ずつシリーズ製作された。当初は他のドラマ30作品と同じく主婦をターゲットに、春子を主役に据えたホームドラマとして製作していたが、パート3からは若者向けのドラマへと方向転換、主役の位置付けも茜へと変化していった。パート5ではフリースクールが物語の中心になっている。
作風が変わったパート3は関東圏で最高視聴率17.2%、平均視聴率2桁台と昼ドラマでは異例の高視聴率を記録し、主題歌であるZONEの『secret base 〜君がくれたもの〜』も売り上げ70万枚を越える大ヒットとなった。また、昼ドラの枠を超えて単発の2時間スペシャルも3本制作された。
2003年11月28日には、翼と一也の人気双子コンビも帰ってくるゴールデン2時間SP第2弾でシリーズのフィナーレを飾った。

## あらすじ
元ヤンキーでバツイチの春子（生稲晃子）と妻を事故で亡くした大介（川野太郎）が再婚する。大介の子供たちは優等生だがそれぞれ問題を抱えていた。御互いの子供たちはまるで正反対の性格だが、正義感の強い茜（井上真央）に助けられたりしていくうちに、里香（宮崎真汐）以外は、次第に打ち解けていく。そんな今井家を中心に世の不正や学校（教育）問題に立ち向かう。
パート3ではパート2で初登場した翼（斉藤祥太）と茜の恋愛模様を中心に描く。パート4では翼の実弟で双子の一也（斉藤慶太）が登場し、翼とほぼ瓜二つの顔つきからトラブルを巻き起こす。また、親子関係にギクシャクして悩んでいた優等生の黒木（崎本大海）が登場し、茜が好意を抱いた時もあった。
最後となったパート5では春子、大介、末娘の真理が事故死、大介の母・友恵（島かおり）と子供たちが移り住んだ全寮制のフリースクール「太陽学園」が舞台となった。
ファイナルでは、パート5で未登場だった翼が帰ってくる。最後、茜と翼は結ばれることになった。茜は父親の中西が病気だということを知り、中西の所へ行かなければならなくなってしまう。ラストシーンで茜は文太と兄弟たちに見送られ、翼と連絡を取ってから父親のもとへ行った。
作中にみられる設定変更
シリーズが変わるごとに多少設定変更がみられる描写も少なくはない。
- 今井家の末娘の真理はパート2の時点で0歳8か月だったが、1年後のパート3では3歳になっている。
- 今井家の長女の里香は茜とは正反対に自己中心的で意地悪な性格がみられ、事あるごとに茜と衝突することがしばしばあるが、ファイナルでは性格が変わっており、茜たちに協力的な態度が見られ、性格の悪さはほとんどみられなくなっている。
- パート2で改心し茜の友人になったはずの公平、純、ゆうすけがパート3では改心がなかったことにされるように、また茜の敵になっており、パート2で公平たち3人の改心のきっかけを作った公平の父についても言及はされない。それに対して山村はパート2の反省がきっかけで少しだが改善されている。なお、ゆうすけ役の子役はパート2では尾崎佑太だったが、パート3では加藤雷也に変わっている。
- 浩、健一の恋愛対象者がパート3、パート4、パート5と変わっていき、それに伴い過去の恋愛対象者の言及はない。ただし一平などの茜の恋愛対象者は特に忘れられることはなく、翼が登場しなかったパート5では第1話の良太の発言と、第17話、18話の一平の発言以外一切名前は登場しないものの、ファイナルで翼は再登場し最終的に茜と結ばれた。
- その一平も大きく性格が変化している。SPパート3当初は教師に喧嘩を売る、同級生からカツアゲするなどの悪事を働き、改心後も啖呵を切ったり暴言を吐くなどの不良じみた言動が目立ったものの、SP以降は茜に対する想いはそのままながらも、女好きでおちゃらけた三枚目キャラクターへと変化し、啖呵を切る場面はごくわずかとなった。
- パート5で2度目の逮捕で確実にすぐには警察から出て来られないはずの大山がファイナルで太陽学園に戻り、少年院を脱走したという様子もなく、茜からも過去の逮捕歴のことについて言及はされなかった[注 1]。
- パート5で登場した瀬島はすぐに怒鳴りつけたり体罰を行うものの、基本的には今までのダメ教師たちに比べていじめや犯罪にしっかり向き合うまともな部分も多くパート5終盤で一度は改心したはずだったが、ファイナルで結局、再び敵になっており改心のことについても触れられていないうえに性格もパート5よりも今まで茜たちと対立してきた教師たちのように悪質な性格になっている。また新たに茜と対立する山下という教師が赴任してきたため、太陽学園の環境はパート5よりも悪化してしまう。
- 健一のメガネがパート5の第1話から外されているが、これは演者の小谷の意向もあり「前から外したいと言っていてようやく最後（のシリーズ）で外せた」とDVD特典のキッズ座談会で言われていた。

茜たちの立ち向かう問題はパート4まではイジメやダメ教師などの教育問題だが、XmasSP以降の改心した者以外の茜たちの敵は全て増田たち3人のような強盗犯をはじめとする、完全な犯罪者たちであり、全員最後は茜たちの活躍で逮捕される。逮捕された敵は全て作中の発言のみで逮捕描写はない。シリーズが変わるごとに作中のBGMが一新されることに対し、XmasSPからファイナルまではBGMが同じである。

## シリーズ概要
スペシャル版は昼ドラマではなく、2002年7月は土曜日の午後に、2002年12月と2003年11月は夜のゴールデンタイムに放送された。
パート5は地上デジタル放送開始前の2003年7月からの放送であったが、再放送を見越してハイビジョンで収録された。
| シリーズ   | タイトル                                                  | 放送期間・回数                     | 概要 |
| ---------- | --------------------------------------------------------- | ---------------------------------- | --- |
| 1          | キッズ・ウォー 〜ざけんなよ〜                             | 1999年8月2日 - 9月24日（全40話）   | 離婚歴があり、かつてはヤンキーだった津村春子は、3人の子供を持つ今井大介と再婚する。しかし、英才教育に施され優等生ばかりの子供たちは、春子に懐こうとしない。そんなある日、前夫・中西のもとにいた春子の一人娘・茜が突然やって来る。 |
| 2          | キッズ・ウォー2 〜ざけんなよ〜                            | 2000年5月29日 - 7月28日（全45話）  | 春子と大介の間に娘・真理が生まれ、8人の大所帯になった今井家には、相変わらず様々な問題が勃発する。「イジメ」「虐待」「万引き」「学級崩壊」などの問題に明るく前向きでパワフルな春子が、大介とともに向き合い、乗り越えていく姿が共感を呼ぶ。 |
| 3          | キッズ・ウォー3 〜ざけんなよ〜                            | 2001年7月30日 - 9月28日（全45話）  | 兄が開業したサンドイッチ・カフェで働く春子、リストラされ料理雑誌の編集者となった夫・大介、そして中学生となったトラブルメーカーの茜と里香の元へ2人の初恋相手・翼が長野から戻ってくる。春子と大介、茜らが家庭・学校・仕事などで巻き起こる様々な問題に果敢に立ち向かい、乗り越えていく姿を描く。 |
| SP         | キッズ・ウォースペシャル 〜ざけんなよ〜                   | 2002年7月20日（全1話）             | 物語の舞台は翼の実家がある長野の自然体験村に隣接する廃校。学校のイベントで夏休みを利用して体験学習に参加していた春子と茜たちの前である大事件が発生する。お騒がせ今井ファミリーとその仲間たちが事件解決に乗り出す冒険アドベンチャーと、いじめや援助交際など世の中に渦巻く不正に春子と茜の啖呵が炸裂する。 |
| 4          | キッズ・ウォー4 〜ざけんなよ〜                            | 2002年9月30日 - 11月22日（全40話） | お馴染みのレギュラーメンバーに加え、翼の双子の弟・一也と茜の気になる転校生・祐太郎、そして里香を巻き込んで5人が複雑な友情・恋愛関係に発展していく。そして春子はまたしてもリストラの危機に直面した大介を夫婦の深い愛で支え、大介の母・友恵は大澤校長にプロポーズされるなど、人が人として個性を活かして生きることの大切さを伝えていく。 |
| XmasSP     | キッズ・ウォースペシャル 〜愛こそすべてだ!〜 ざけんなよ   | 2002年12月25日（全1話）            | シリーズ第4弾では微妙な三角関係に終わった茜、翼、祐太郎に新キャラクターのレディース・ひとみが加わり、波乱の展開になる。感動的なラストシーンは必見。春子や茜が「いじめ」「オヤジ狩り」といった社会の悪に真正面から立ち向かう姿も健在。揺れ動く子供たちの心を時には厳しく、時には優しく大人が包み込んでいく。ピュアな恋心と家族愛にあふれた心温まるラブストーリーである。 |
| 5          | キッズ・ウォー5 〜ざけんなよ〜                            | 2003年7月28日 - 9月26日（全45話）  | 今井家の大黒柱・大介と妻・春子、幼い末娘の真理が交通事故で亡くなり、両親と永遠の別れという最大の悲劇が今井家を襲う。物語はこの出来事により離れ離れになりかけた今井一家が郊外の全寮制フリースクール「太陽学園」に移り住むことから始まる。 先生との衝突、イジメ、引きこもり、妊娠、援助交際、性同一性障害など、フリースクールにとりまく荒波に茜をはじめ今井家が真っ向勝負。中学3年生になった茜は持ち前の任侠肌で学園の抱えるトラブルに立ち向かっていく。またそれぞれの恋模様からも目が離せない。少年少女から大人へと成熟しつつある子供たちが新たな環境で試練と戦いながら、更なる成長を遂げ自立していく。 |
| ファイナル | キッズ・ウォースペシャル 〜これでファイナル! ざけんなよ〜 | 2003年11月28日（全1話）            | 『キッズ・ウォー』の完結編。「ざけんなよ！」の勇ましい啖呵で、社会の不正義に喝を入れる家族の姿を描くシリーズのスペシャル版。フリースクールに移り住んだ今井兄弟たちが合宿先の沼津で騒動を繰り広げ、シリーズ恒例の恋愛バトルも勃発する。翼&一也の双子兄弟が再登場する。 |

## 登場人物

### 今井家
今井 春子
演 - 生稲晃子（*1 - 4、SP、XmasSP）
本作の主人公。ホームドラマであるパート２まで主人公。
30歳（*1）→31歳（*2）→32歳（*3）→33歳（*SP、4、XmasSP）→34歳没（*5）
茜、真理の実母で健一、里香、浩の継母。旧姓は「津村」。
パート1は家庭内の描写が比較的多かったこともあり物語の中心的存在であったが、パート2からは元々出番が多かった茜の描写がさらに増え、同時に学校内の描写が大幅に増えたため次第に活躍が減少する。学校内の描写は茜、健一、里香、浩と比べるとあまりない。
レディースで名を馳せた元ヤンキー。中西と離婚し、ひょんな出逢いから大介と再婚した。パート2では兄が経営する津村工務店、パート3〜4では兄が工務店から転業したサンドウィッチカフェツムラで働いていた。決め台詞は「ざけんなよ」（茜と比べるとこのセリフを発するのはシリーズの1話か最終話かスペシャルのみであり、そこまで多く発していない）。XmasSPではオヤジ狩りの片棒を担いだ一也を諭し自首をさせるなど重要な役割を担う。パート5では死んでしまったため「写真出演」として出演。オープニングのキャスト順は前シリーズと変わらず春子が最初（写真出演表記）である。ファイナルでは大介同様写真出演はなく茜がキャスティング順で最初である。なお、パート5最終話では過去の音声の流用で春子の声が流れた。
今井 大介
演 - 川野太郎（*1 - 5、SP、XmasSP）
35歳（*1）→36歳（*2）→37歳（*3）→38歳（*SP、4、XmasSP）→39歳没（*5）
健一、里香、浩、真理の実父で茜の継父。前妻と死別。後に春子と再婚。
有名大学卒で一流食品会社勤務のエリートだったがリストラに遭い、料理雑誌の編集者となった。パート5では春子、真理と共に事故死（事故の描写はない。事故内容は高速道路で彼が運転している春子と真理を乗せた車がスリップし、ガードレールに激突したこと）してしまったが、悩んでいる浩が前住んでいた家に来ると霊体で現れて色々助言してくれた（なお、彼だけが霊体として現れるのは、本人曰く「自分だけ天国に行くための試験に落ちたから」である）。春子同様霊体として現れる以外は「写真出演」として出演した。パート5最終回で浩の前に霊体で現れた際、天国に行く再試験に受かったことを伝えていた。それに伴い天国に行ったこと、家も売れて人手に渡ったことからファイナルでは霊体で出現することはなかった。
今井 友恵
演 - 島かおり（ファイナル以外全作品出演）
59歳（*1）→60歳（*2）→61歳（*3）→62歳（*SP、4、XmasSP）→63歳（*5）
健一、里香、浩、真理の実の祖母で茜の継祖母。
教育熱心でエリート志向がとても強いため、健一や茜たちを叱る時は成績とは関係ないことでも最後に「勉強しなさい」と一言多い。里香のように春子や茜を毛嫌いはしておらず、厳しくも優しい祖母であり二人を実の娘のように可愛がっている。しかし気分屋な所があり、春子や茜に無自覚な嫌がらせをしてしまうことがあった。パート4までは胎教や英才教育を手がける幼児教育塾を経営しており、真理を通わせた時もあった。パート5で前歴に「名門私立高校の教師」という設定が加えられたため、太陽学園に赴任して住み込み教師となった、今作では茜を実の娘のように思う描写が増えており、茜に優しい一面を多く見せている。今井家の大人キャラクターでは唯一パート5にも引き続きレギュラーで登場していた人物だったが、ファイナルでは横浜にある別のスクールにいるという設定で出番はなかった。仙台に姉がいるらしい。
中西 茜（*1）→今井 茜（*2 - ）
演 - 井上真央（全作品全話出演）
10歳（*1）→11歳（*2）→12歳（*3）→13歳（*SP、4、XmasSP）→14歳（*5、ファイナル）
本作の主人公。若者向けドラマに方向転換したパート3から実質上主人公として移り変わることになる。
春子の実の娘。信彦の姪。
春子と同じく不条理なことがあると「ざけんなよ！」と啖呵を切る（だがパート1では一度もこのセリフを使用しなかった）。一人称は「俺」（パート1では稀に「私」と言っていた）で、母親の春子のことは「お母さん」と呼んでいて（本人の前ではないがパート1では里香・健一・浩同様稀に「春子」と言っていた）、大介のことは籍を今井家に移す前は「大介さん」と言っておりパート2以降は「お父さん」と言っている。里香と春子の親子関係とは違い茜と大介の親子関係は良好のため、シリーズを通して関係が悪くなる描写はほとんどないが、パート3で健一が学校の教師への抗議でヤンキー風の服装で登校しようとした時に一時反対したため、茜から「こんなお父さんだとは思わなかったよ…がっかりした」と珍しく関係が悪くなる描写があった（その後大介は理解を示し健一の抗議の服装を認めいつも通りの関係に落ち着く）。ハードボイルド系のコミックを好み、男勝りの性格と口調で喧嘩っ早くサッパリしているが正義感が非常に強く、優しい一面も持ち合わせており、やや天然な一面もある周ため周りの人間にツッコミを入れられる描写も多いが、パート5では健一に好意を寄せる不良の由美子に唖然とする一面がある。アクの強い男性に好かれやすい。よく恋のライバルに気を遣いすぎて、それが原因で翼や里香や真紀を怒らせたことが度々ある。最終的には翼と結ばれる。今井家の面々ともすぐに打ち解け、里香とは対称的な性格から健一や浩に頼られる一面もある。里香とは事あるごとにケンカや対立が多いが、口論の時は里香の方が正論であることが圧倒的に多い。全シリーズ通して第1話の「つづく」の画面に必ず茜が映されている。
今井 健一
演 - 小谷幸弘（全作品全話出演）
11歳（*1）→12歳（*2）→13歳（*3）→14歳（*SP、4、XmasSP）→15歳（*5、ファイナル）
大介の実子。三兄弟の一番目（長男）。
勉強家だがクラスメートの公介たちからいじめを受け、学校には行かずにフリースクールで勉強し、テストの時だけ登校していた（その時の健一のクラスメートはパート3、4にてガラの悪い生徒たちが多かった）。優柔不断でオドオドとした性格だったが芯は強く温和な長男坊。普段は敬語で喋るが、茜、春子と同じくSP1作目やパート4では「ざけんなよ！」、「ざけんじゃねえよ！」と教師に口にしたことがあり、パート5では西岡由美子が店の客に押し倒され、相手の男や瀬島に怒鳴られた時にかなり荒々しい口調になっていた。パート5ではパート4まで通して将来の進学に悩んでいたが、パート5では生活費の工面のため新聞配達や中西の店でホストのアルバイトをこなした。初期は茜と春子を敵視しており家から追い出そうとしていたが、和解して以降は家族の一員として見るようになり頼りにすると同時に大事にしている。春子同様茜に翼との恋愛相談や茜の実父の中西のことでの相談によく乗ってくれている。またパート3と4では偶然ではあったが茜の着替えを覗いてしまい下着も見ている。
パート2で演じている小谷が変声期を迎え、大きく身長が伸びている。時折、茜や春子に着替え中の下着姿や入浴時の下半身を見られるシーンがありドタバタする一方エロ本を隠し持っていたりする。パート2での茜の言動によれば「チョロチョロっと」性毛が生えている程度だったが、パート3の25話で茜が「チョロチョロってもんじゃ無かったもんな」と発言し人並みに成長している模様。恋愛対象がコロコロ変わりやすい。パート1では春子のことは「この人」や「あの」「あなた」と他人行儀で呼び、本人がいない場では里香、浩同様「春子」と呼び捨てであったが、パート1最終話より春子を「お母さん」と呼ぶようになる（例外もあり、パート3やパート5では里香同様「春子さん」と言っている描写もある）。
今井 里香
演 - 宮崎真汐（全作品全話出演）
10歳（*1）→11歳（*2）→12歳（*3）→13歳（*SP、4、XmasSP）→14歳（*5、ファイナル）
本作の裏主人公で悪役的存在。パート1〜パート3は特に茜と春子の天敵のように描写される場面が多い（パート4とパート5は捻くれた態度や嫌味な性格は健在だが、全体的に4は一也、5は学園の不良生徒たちの悪行や茜との対立が目立つため）。三兄弟の二番目（長女）。物語の全体的に茜の次に出番が多い人物であり物語の最初期から終盤まで本筋に直接的に関わり続けた数少ない人物である。
優等生だが、自己中心的かつ意地悪。茜と同い年だが茜より背が低く小柄。茜曰く蛇のように執念深い性格で口うるさい小姑のような人物。二人称はあんた。他者への思いやりに欠けた面があるが、所々で心優しい部分も見せている。健一や浩2人の兄弟に対しては茜や春子側に付いたあとも基本的に温厚に接していて、パート4から登場した翼の弟の一也に対しては性格の悪さが自身と共通し、親切に接していて最終的に手なずけている。行き過ぎた普段の態度を茜、春子、大介、健一、友恵、浩から窘められることが多く、あまりにも他人の欠点をベラベラと喋り出すので茜からは「お前は井戸端会議のおばさんか！」と言われたことがある。茜とは小学校5年生から中学校3年生の約5年間全シリーズ通してずっと同じクラスであり腐れ縁の状態が続いていた。パート1、パート2、パート5では何回かストーカー被害にあっていて、パート3ではシンシアと同じく担任の吉野にセクハラの被害を受けている。茜からは「里香にそんなことする気になるかぁ〜？」と最初は疑っていた。茜や春子とすぐに打ち解けた健一や浩とは対照的に、里香のみシリーズ最終回付近で打ち解けることはあっても次シリーズではまた性格が悪くなっている。正反対な性格で血縁上は他人である茜とはウマが合わず喧嘩ばかりで常に仲が悪い上、茜にいじめなどから何度も助けて貰っているにもかかわらず傍若無人な振る舞いをしている。春子に対しても亡くなった母ばかりを想い、シリーズを通して春子を母親として完全に認めることは決してなかった。そのため春子のことはシリーズがどれだけ進んでもお母さんとは呼ばず（パート1では「春子」と呼び捨てで「あなた」と言う時もあった）、「春子さん」と他人行儀で呼んでいる（パート3の友達同士の会話で「お母さん」と言ったことはある）。パート5では「春子さんはもういないから茜はこの家とは関係ない」と非情な発言もしていて、2話でもこの発言を浩や健一に非難され表面上は反省する。また、友恵同様に健一や浩を怒るときは「勉強」と一言多く健一や浩が不祥事を起こすと決まって「あんたたち（春子と茜）母娘が来てからこの家はおかしくなったのよ！」と言ったり春子のことを頻繁に「元ヤンキー」と言ってバカにしたり「子は親を映す鏡」「瓜の蔓に茄子はならぬ」と茜と春子をバカにする。パート5では大介の死は悲しんでいる反面、春子や真理に対しては悲しんでもいないような発言していたが、後々に「春子さん、うるさかったけど結構いいところもあったよね」と茜に言い、最終話では「春子さんってさ、考えてみたら結構いいお母さんだったのかもね…」と認めるような発言をしていた。上記のような性格のためいじめや脅迫を受けたこともある。パート4では里香と同じく性格が悪い一也の世話焼き役になり、XmasSPで結ばれた。ファイナルでは茜との口論の描写はあるものの、今までのシリーズのように性格の悪さはほとんど見せず、むしろ茜たちに協力的な態度を取るようになり、ユリが瀬島や山下たちに学園を辞めさせられそうになった時に初めて教師の前で茜の味方をした。今作では茜と共に一也の捜索に赴き、一也を説得して家に帰らせた。
今井 浩
演 - 金澤匠（全作品全話出演）
8歳（*1）→9歳（*2）→10歳（*3）→11歳（*SP、4、XmasSP）→12歳（*5、ファイナル）。
三兄弟の末っ子（次男）。
優柔不断さで未熟だが決めるべき時には決める。胎児の頃から友恵や実母より胎教や英才教育を受けた秀才であった。初期は里香や健一同様に茜と春子を敵視していたが健一同様に和解する。そして自由奔放な茜に影響を受けて白紙の答案を出すなど成績至上主義を放棄した。小学校へは普通に通うも、いじめられることもしばしばあった。SPで演者の金澤が変声期を迎えている。中学生になるとセミロングの髪型となり兄弟揃って柔弱な性格となる。パート5で性同一性障害の同級生・森幸太郎に好かれ、当初は仲良くしていたが後半以降はひどく困っていた。パート4以外のシリーズで万引きをしており反省をしていない。ただしパート3の万引きはクラスメートの由美に唆されてやっていたので浩本人が自らすすんでやっていたわけではない。その際万引きした由美を説得するためにひっぱたいているが、パート5で自分の意思で万引きしてしまっている。パート1では春子のことは里香や健一同様「春子」と呼び捨てであったが、パート1最終話より健一同様春子を「お母さん」と呼ぶようになる。
今井 真理
演 - 水野杏美（*2）→渡辺ルナ（*3）→成田侑芽（*SP）→今井理緒（*4、XmasSP）
0歳（*2）→3歳（*3）→4歳（*SP、4、XmasSP）→5歳没（*5）。
今井家の一番下の子供（春子と大介の子、茜の異父妹、健一、里香、浩の異母妹、友恵の孫、信彦の姪）だったがパート5では両親と共に事故死してしまった。
特に喋ることはなくパート4ではたまに喋るようになったが台詞は数えるくらいしかない。里香には可愛がられていないが、パート1の39話、40話では春子に「お腹の赤ちゃん大丈夫?」と気にかけたり、XmasSPのラスト付近では隣の席に寄り添うように並んで座っていた。パート5では第1話の葬儀での写真出演である（演者はパート4、XmasSPで出演した今井）。彼女個人の死を茜たちが悲しむ描写はないが、浩には「お父さんとお母さんと真理が死んでから今日で1か月だよ」と言われている。

### 周辺の人物
中西 伸二
演 - 宇崎慧（SP1作目以外全作品出演）
30歳（*1）→31歳（*2）→32歳（*3）→33歳（*4、XmasSP）→34歳（*5、ファイナル）
茜の実父で春子の前夫。元暴走族でもある。作中の春子からは「中西」と名字だけで呼ばれている。
パート1から登場している大人キャラクターの中では唯一、ファイナルまで登場している。パート1では普通のトラック運転手、パート2では喫茶店経営、パート3では街金融の取立屋、パート4以降はホスト（源氏名は「トミー」）兼喫茶店経営など転職と転居を繰り返している。茜が大好きでパート1では終盤まで茜を自分の許に置こうとしたが、若い女と同棲状態であったことから茜は今井家の籍に入る決心をした。
パート2以降も、複数の女と知り合っては別れる生活を送っている。パート3では一平の父親の借金の取り立てをしていた際に茜と遭遇し、一転して一夜逃げを手伝う（未遂に終わって取り立て屋のオーナーに縛られることになる）など実子に対しては情け深い一面があった。パート4では黒木家の事情を早く察知し、不倫相手として接近した清美から金を巻き上げていた。パート5ではホストや喫茶店を経営する。あまり性格は変わらないが、前シリーズまでのトラブルメーカーな部分はほとんどなく、逆に春子や信彦や翔太のように解決役に回ることが多くなっている。パート5終盤で親友の吉岡から運送会社を始めるという連絡が入り、そこで働くことが決定。今度こそ真面目な仕事ができるため、茜を新潟に一緒に連れて行こうとするが、茜は太陽学園に残った。しかし、ファイナルにて医師から心臓が悪くなっていることを告げられ（吉岡には迷惑をかけたくないという理由で黙っていた）、一人では心細いことから茜の気持ちは考えながらも「やっぱり一緒にいてくれ」と強く頼む。このことから茜は中西と暮らす決意を固めた。
津村 信彦
演 - 真夏竜（*1 - 5、SP、XmasSP）
42歳（*1）→43歳（*2）→44歳（*3）→45歳（*SP、4、XmasSP）→46歳（*5）
春子の実兄で茜と真理の伯父。独身。
パート2までは工務店を営み、パート3からは「サンドウィッチカフェツムラ」を経営。春子のよき理解者。怒ると語尾に「〜コノヤロウ」とつける。春子や茜同様に正義感が強く、植田や西尾が店で煙草を吸おうとすればハリセンで叩いたり借金取りに戻った中西に一喝を入れたりしていた。その反面、女性にモテないことを気にしている。パート5では登場回数は非常に少ないが、今井一家の住んでいた家がなんとか売れるように不動産屋に連絡を取り合ったりしてくれている。
翔太同様、パート1の第1話からレギュラーキャラクターで長く登場していたが、パート5では春子たちのことや出番の少なさもあり、前作までのおちゃらけた態度を見せずに第16話を最後に物語の出番を終えている。
山口 翔太
演 - 上原風馬（*1 - 5、SP、XmasSP）
22歳（*1）→23歳（*2）→24歳（*3）→25歳（*SP、4、XmasSP）→26歳（*5）
信彦に付き従っている元暴走族総長。
ルックスが良く、パート1では茜からも憧れの的でそれは「喧嘩なんてしていると嫁の貰い手がなくなる」と言われた際、「俺には翔太がいる」と言うほどであった。自身が元暴走族総長で学生時代も札付きの不良だった反動からか正義感が非常に強く、パート1序盤で登校するのに自転車に乗っている茜たちを注意したり、茜たちに危害を加える不良生徒たちを懲らしめたり、公介や公平といったいじめっ子を一喝していた。
パート5では信彦以上に登場回数は少ない。信彦と同じくパート1の第1話からレギュラーキャラクターとして登場していたが、春子たちのことや出番の少なさもあり、前作までの明るい態度や3枚目な部分をほとんど見せずに第2話を最後に物語の出番を終える。
川上 祐也
演 - 野田恒介（*1、2）
10歳（*1）→11歳（*2）
ストレスで頭痛を抱えている少年。山村に理由も聞かずに非難されたり公介たちに脅されている所を茜に助けられる。序盤で里香がさおりの財布を茜のカバンの中に入れ、茜を盗んだ犯人にでっち上げようとしている所を目撃し、茜を助けたこともある。また、浩が公介たちにいじめられている所を目撃した際、すぐさま茜に報告したりと少しではあるが茜のサポートをしている。パート2でも茜と同じクラスにいるのが見える。
沼田 公介
演 - 村瀬司（*1）
11歳。パート1に登場したいじめっ子で、久保や渡辺（下の名前は不明）という仲間がいる。健一から金を巻き上げたり暴力を振るったり、クラス全員を脅して健一を無視させたりと健一を徹底的にいじめていた。茜や良太たちから撃退を食らったり春子にひっぱたかれても口だけの謝罪で結局改心することはなく、いじめをエスカレートさせていたが、最後は翔太に説教され大人しくなった。なお、シリーズ最初のいじめっ子でありながらクラス全員川上や浩のような年下相手に危害を加えるなど後述の公平、木村よりもタチが悪かった。
秋本 さおり
演 - 奥村菜奈（*1、2）
10歳（*1）→11歳（*2）
里香の幼稚園からの幼馴染で親友。劇中ではよく教室で一緒に勉強している。終盤近く2人で試験に向かっていたが、車に轢かれそうな子供を庇って自分が車にぶつかり、頭を怪我してしまう。里香はそんな彼女についていないで1人で試験会場に行ってしまう。そのことで里香は春子からきつく頭ごなしに叱られていた。試験後に電話したらしいが、さおりは怒っていた。パート2にも登場するが、出番は少ない。中学は別々になったらしくパート3以降は登場しない。
高木
演 - 高橋守（*1、2）
パート1、2で信彦の営む工務店にて春子や翔太とともに働いている人物。下の名前は不明。
山村 恭二
演 - 正希光（*1 - 4）
東京都立東にじが丘小学校の教師で茜や浩たちの担任。生徒に対して過剰な生活指導をする、いじめがあっても見て見ぬふりをするダメ教師である。しかし、パート1で近所に住む高齢者・田中から茜にお礼の手紙が来た時には茜を大いに褒めるところもある他、茜の挨拶の仕方に注意しても治らないことには呆れつつもどこか嬉しそうな表情を見せるなど憎めない一面もある。妻とは死別しており、娘と二人暮らし。パート2終盤で茜に体罰をして教育委員会に訴えられるが、茜と良太が山村の過去を知ったことで和解し、茜が教育委員会に頼んだことで処分も訓告処分となった。パート3以降も相変わらずのダメ教師だったが、悪行はやや減っており（いじめに関わらない態度をとった時パート2の反省エピソードがきっかけで茜に「生徒じゃなくて自分の娘がいじめられたらどうする？」と聞かれ動揺し、以降はいじめをやめるようになる）、後に登場する猪木、吉野や倉田に比べれば良心を持っているような描写も多くなっている。パート5では今井兄弟が全員小学生ではなくなったため、未登場である。本作最後の登場は、いじめを反省する木村たちを大沢のところへ連れていくところであり、最後の最後で良心を見せた。
須藤 順平
演 - 東野竜三（*1、2）
10歳（*1）→11歳（*2）
パート1と2に登場した茜や里香のクラスメイト。里香によると当初は良太や努とつるんだいじめっ子だったらしいが、理由も聞かずに山村に責められる祐也を庇い、教壇を蹴った茜を見てあっという間に改心し茜と行動を共にするようになった。以降は健一をいじめる公介たちを撃退したり、浩を守ったりと茜同様に正義感が強くなった。中学は別々になったらしく、パート3以降は登場しない。
松田 努
演 - 青山慧一（*1、2）
10歳（*1）→11歳（*2）
パート1と2に登場した茜や里香のクラスメイト。当初は良太や順平とつるんだいじめっ子だったらしいが、前述の理由より改心して茜と行動をともにするようになる。パート2で父親が昼間から酔っ払って暴力を振るわれ、それに耐えられなくなって今井家に逃げたことがあり、酔ったまま迎えに来た父親を春子が一喝した（その日は今井家に一泊している）。最終的には、スナックで働く関係でしばらく家を留守にしていた母親が部屋を借りて夫と離婚し、努と母親と二人で暮らすことになった。喧嘩はさほど強くはないようで、パート1で初めて公介たちを撃退する際に「相手は6年生3人だから」と言って参加していない（2回目以降は参加している）。順平同様、中学は別々になったらしくパート3以降は登場しない。
黒木 良太 → 山下 良太（パート4より）
演 - 濱嶌瑞樹（*1 - 5）
10歳（*1）→11歳（*2）→12歳（*3）→13歳（*4）→14歳（*5）
茜や里香のクラスメイト。当初は順平や努とつるんだいじめっ子だったらしいが、前述の理由で改心し、小学生よりクラスでは順平や努らと行動をともにしていた。翼の登場により、パート3以降は影が薄くなっている。情に厚く、茜の頼みであれば上級生のいじめっ子を相手に喧嘩をしたり、一平や祐太郎が不良に絡まれているところを目撃すると茜や翼に助けを求めている。苗字はパート3まで「黒木」だったが、パート4では倉田に「山下」と呼ばれていた（パート4から登場した祐太郎との重複を避けるための設定変更と見られる）。演者の濱嶌が変声期を迎えている。茜の友人としての男性キャラクターとしては唯一全シリーズに登場しているが、パート5では第1話のみに、茜らの家庭の事情や翼の存在について触れるためだけの登場だった。
紺野 翼
演 - 斉藤祥太（*2 - 4、SP、XmasSP、ファイナル）
11歳（*2）→12歳（*3）→13歳（*SP、4、XmasSP）→14歳（*ファイナル）
パート2で初登場した、茜の恋愛相手役。保健室登校だが成績優秀で喧嘩が強く、その実力は劇中に登場する少年たちのなかで最強。両親が離婚しており、父親に育てられていた。登場当初は変声期途中で、中性的な表情をわずかに醸し出していた。
不良ではないが、パート2でのみ一也以上の陰険で腹黒い性格や素行の悪さを見せていた。茜に妹の絵美を助けてもらったことがきっかけで更生し、茜同様に温厚かつ正義感強い性格となった。パート3からは茶髪となり、夏服のワイシャツのボタンを3つ外すなど俄にルーズっぽさを前面に出し、野太い声が特徴的となる。
茜とは互いに好意があっても、素直になれないところやウジウジしたところが災いし、次々現れるライバルに気を使い過ぎてはよく茜を取られそうになっており、それが理由でイライラすると1学年上の不良に八つ当たりする。パート3では保健室登校から徐々に復帰するも、一平と仲良くなる茜に嫉妬して気が荒れたり、一時シンシアと親交を深めていた。パート4では、一也が里香の想いを利用して一時騙していたことに関しては、一也を非難していた。そして、茜とは引き裂かれてはくっつくことを繰り返していたが、ラストで遂に結ばれた。
長野の学校に転校したと思ったら、また東京の学校に転校してくるを繰り返していた。パート5では未登場で第1話で良太、第17話と第18話で一平の口からその存在について言及されていた。ファイナルで再登場し、茜たちと再会する。
紺野 絵美
演 - 本島麻伊（*2）
翼と一也の妹。パート2のみ登場だが、パート3では茜と翼が再会した際に1度だけ言及されている。一也との関係も言及されたことはない。
川田 美沙
演 - 堀部知穂（*2）
11歳。パート2のみ登場。生まれつきの地毛で髪の毛が茶色だが、山村に非難されていたばかりか、里香・真由・さおりに虐められていた（いずれも茜に助けられる）。いじめが解決後、浩が学校の下駄箱の近くで転んだ際に彼が自分をいじめていた里香の弟でありながら優しく接していた。そのため、性格はとても心優しいようである。
大沢 小太郎（パート4・28話では名前が、大沢 勝也）
演 - 大和田伸也（*2 - 4）
58歳（*2）→59歳（*3）→60歳（*4）
茜たちが通っていた東京都立東にじが丘小学校の校長。時々頼りにならないこともあったが、パート2とパート4では捨て身の行為でいじめっ子を一喝していじめをやめさせたり、パート3では継母から虐待を受けている由美に関して真剣に考えたりなど、基本的にはとても頼りになる教師だった。その反面、娘の事業が失敗したことから多額の借金を抱えているため、とても苦しい状況にも陥っている。友恵にプロポーズしたが、結局実らなかった。友恵を通じて太陽学園の園長になるはずだったが、結局断念せざるを得なくなった。静岡に兄がいる。
並木先生
演 - 武田梨沙子（*2）
パート2の浩の担任。気弱で頼りなく、その性格が災いしてクラスは学級崩壊の状態になってしまう。精神科に通っているようであった。入院が決まってそれに伴って担任は黒田先生に変更され、以降は一切登場はない。
黒田先生
演 - 山本恭史（*2）
入院した並木に変わり、浩の担任になった教師。学級崩壊を治めたが、茜から公平たちの浩へのいじめを報告された際、少し公平たちから話を聞いただけですぐいじめはないと決め付けたため、そこは頼りなかった。いじめの解決後は公平たちを目の敵にするようになったらしく、休憩時間なのに教室でボール遊びをしていた公平たちを怒鳴り、廊下に立たせようとしていた（茜もその時は公平たちを庇った）。クビになりかけた山村を慰めたりと心根は良い教師らしい。パート3以降は登場しない。また、演者の山本はファイナルに援交オヤジ役で出演している。
和田 公平
演 - 保坂雄大（*2、3）
9歳（*2）→10歳（*3）
パート2と3で登場した、浩のクラスメートでいじめっ子グループのリーダー的存在。いじめを行うだけでなく、落ちていた財布の中のお金を使ったりもする。
母親から甘やかされていたが、父親（池戸陽平）は健一から公平にいじめをやめさせてほしいと手紙と口頭で訴えられた際には動揺する表情をしたり、春子の話を聞いた際には頭を下げて謝ったりと真面目な親であった。パート2終盤で浩をいじめていたことを、父親から強く叱られて反省する。また、休憩時間に教室で純やユウスケとボール遊びをしているところを黒田に怒鳴られ、廊下に立たされそうになったことがあったが、その時は茜に「ボール遊びくらいで立たせるな」と味方されており、彼らも素直に喜んでいた。
しかし、パート3で純やユウスケとともに元のいじめっ子に戻っており、茜や翼たちがいないこともあってか再びいじめを始めてしまった。パート2で父親は「またいじめられたら知らせてくれ」と頼んでいるが、パート3中で父親のことについては触れられていない。パート3終盤、浩との1対1の勝負に敗北して翔太に説教されてからは、いじめをやめたようである。
大沢に浩と同じ（ズボンをずらされる）目に遭わされたり、父親の平手打ちを食らっても次のシリーズまで浩をいじめ続けたため、前述の公介らの次にタチの悪いいじめっ子であった。また、1つのシリーズに限らずシリーズ2作にわたって茜たちが戦った唯一のいじめっ子でもある。
純
演 - 竹下雄斗（*2、3）
9歳（*2）→10歳（*3）
公平率いるいじめっ子グループの1人。苗字は不明。
母親もモンスターペアレントであり、彼が同じクラスの少女に対して靴で叩いたり、大沢を突き飛ばしたにもかかわらず、それを叱らずに大沢だけを責めたり、浩をいじめていたことを棚に上げていることを怒る春子の言葉を聞いても何ともないような顔をする（その際公平の父母とユウスケの母は動揺する表情だった）。パート3終盤で公平が浩に敗北するのを目の当たりにし、翔太に説教されて以降いじめをやめた。弟がいるらしい。また、パート2で純の母親を演じた藤沢理子はパート3の今井家の身内役で出演している。
ゆうすけ
演 - 尾崎佑太（*2）→加藤雷也（*3）
9歳（*2）→10歳（*3）
公平率いるいじめっ子グループの1人。パート2とパート3では出演者が違うため、容姿が異なる。純同様、パート3終盤翔太に説教されて以降いじめをやめた。苗字は不明。
風間 一平
演 - 浅利陽介（*3、5、SP）
12歳（*3）→13歳（*SP）→14歳（*5）
パート3で茜と対峙する不良にして、翼の恋のライバル。当初から赤毛に近い明るめの茶髪に染めている。
前半はかつての健一や浩、翼のように茜とは犬猿の仲だった。教師に連日喧嘩を売ったり、良太の財布から現金を盗むなどする札付きの不良であり、追及する茜や翼に嫌悪を抱いていた。実は浪費癖のあるトラック運転手の父親が街金融から莫大な借金を抱え込んで母親が蒸発し、ヤクザまがいの男の取り立てが執拗になる度にアパートを転々とする悲惨な生活を送っていた。学校に通わない和也に接するなど自分たちに色々気にかけてくれた茜に惚れ、次第に更生する。
中盤で、茜を逆恨みしていた2年生の不良・植田と西尾から茜を呼び寄せるように命令されてそれを拒み、その一件で茜に好意を抱いていることを翼が確信するに至る。さらに、茜に綴ったラブレターをひょんなことから黒板に公開されて勢い余って茜に告白するが、茜は翼を選ぶことになる。終盤、埼玉の大宮に転居した。SPからは、女性好きでおちゃらけた三枚目の性格になっている。
パート5で再登場。暴走族のパシリをしていたが、太陽学園に入学した。暴走族に入った動機は、本人曰く「父親は借金は返済できたものの酒に酔って母親に暴力ばかり振るっていることに嫌気がさしたから」である。弟の和也については言及されなかった。周りの生徒たちから女みたいと揶揄されて落ち込んでいる浩を元気づけ、浩の悩み相談に乗ったことをきっかけに浩から兄貴分として慕われるようになる。ファイナルでは退校したために未登場だが、理由は不明。大山に利用され、浩やしのぶから13万円を横領した時には責任を感じて退園を考えたところを、茜は「そんなことしたらブッ飛ばすからな」と引き留めていたが、その後の退園は回避されなかった模様。彼は唯一、一也とは面識がない人物である。
植田 カツオ
演 - 川本貴則（*3）
13歳。パート3にのみ登場した2年生の不良。廊下でスケボーや自転車に乗ったり、良太から金を巻き上げたり角材で暴行したりとかなり悪質な人物。
水野のスカートをめくったことで彼女からひっぱたかれた際に彼女を逆恨みし、西尾とともに神社の裏で暴行しようとしたが、健一から角材で殴られて大怪我を負わされた（水野が警察に真相を話したため、健一は罪には問われなかった）。病院に入院している際、見舞いに来る健一を煩わしく思っていたようだが、繰り返すうちに暴言などは少なくなっている印象であった。両親（父親は未登場）は健一に怪我を負わされた際、喧嘩だったという理由になっていた際は怒っていたものの、後に真相が分かってから息子の非を認めて傷害の被害届を取り下げたため、真面目な親である模様である。
西尾
演 - 醍醐直弘（*3）
13歳。植田の親友。植田の入院後は、別の不良と2人組で行動するようになる（茜の中学の生徒かは不明）。ツムラにて友恵に乱暴したところを大沢にひっぱたかれ、逆恨みをして訴えたが、大沢は訓告処分で済んだ。以降は登場はなく、状況は不明。植田の入院後、彼は警察に健一の証言をするもやましい理由で学校を休んでいる。なお、作中で彼の親は未登場だが、怪我もしていないのに西尾の親は大沢を訴えた。また、良太を暴行した際に西尾の親は一平と植田の親共々、良太に謝罪している。植田と違い、下の名前は明かされなかった。パート4では植田同様、未登場。
風間 和也
演 - 鈴木駿（*3）
6歳。一平の弟で茜になつく。浩とも仲が良く、同じ小学校の1年生らしいが、両親不在のためか不登校であった。転校を嫌がっているため、学校を嫌っている訳ではないようである。パート5では未登場であり、また彼のことについては言及されなかったため、学校に復帰できたかどうかは不明である。
シンシア=バルボーダ
演 - グレーシー（*3）
12歳。日本語を話す在日ブラジル人。中盤に転校してきた。通称シンシア。転校初日から一平たちに絡まれていたが、翼に助けられる。それからもいろいろと親切にしてくれる翼に好意を抱く。廊下で転んだ際に担任の吉野が介抱と称して体を触りまくるセクハラ行為に遭い、それを翼が追及したことからますます好きになる。終盤、翼から「自分は茜が好きだ」と言われた際にはショックで泣いてしまうが「そういうことなら仕方がない」と後に立ち直った。翼が長野に帰る直前に授業中の茜のクラスに行き「俺はお前が好きだ!」と叫んだ際も笑顔であった。パート4以降ではブラジルに帰国したため、未登場である。
吉野 治
演 - 伊沢勉（*3）
パート3での茜や一平たちの担任。臆病な性格で気弱な生徒には叱るが不良にはろくに叱らないという始末である（一平の改心後は一平にも叱るようになったため、不良に限らず悪質な方を優遇する教師だった模様である）。今井一家や翼たちから散々非難されるが全く変わらなかった。また、シンシアや里香の体を触りまくるというセクハラまでした。怒った里香からバケツの水を頭からかぶせられたことで今井家に連絡し、大介が来るが大介は「私はあなたのような教師は頭から水をかけられてもいいと思います!!」と強く怒鳴り一喝した。その後病欠扱いとなり休業する。それ以降登場しない。
田口 慎太郎
演 - 深山義夫（*3）
パート3での茜たちの通う中学の校長。吉野のシンシアに対する何か問題が起こってもすぐにうやむやにしようとする頼りない性格。しかし猪木の健一に対する体罰にはきちんと注意していた。パート4からは登場しない。演者の深山はパート1でも大介の会社の社長役で出演している。
猪木
演 - 亜崎敬司（*3）
パート3中盤で新たに転任してきた教師。猪木の下の名前は不明。生徒に注意する際などにはやたらと大きな声を出すため茜や良太たちからは辟易されていた。その上、健一を常に目の敵にしており体罰まで行なっている。その抗議のため健一が真っ赤なシャツで登校したことで猪木は健一を春子の働く信彦の店へと連れていくが逆に春子や信彦、翔太から撃退されてしまう。学校に戻っても田口校長や北川から注意される羽目になり結局は健一に謝罪せざるを得なくなった。それ以降健一を注意することは少なくなったが大声は相変わらずである。茜は彼を「あいつはただ怒鳴るだけの単純バカだからな」と評している。臆病ではないので不良にも叱るという面もある。パート4では登場していない。
並木 佐和子
演 - 浅井裕美子（*3）
パート3に登場する養護教諭。どんな生徒にも優しく接する穏やかな性格。パート4では登場しない。後述の浩の担任の並木とは別人。
小野 由美
演 - 伊原茉莉花（*3）
10歳。パート3に登場する浩の最初の恋愛対象者。勉強がなかなかできないことで山村からバカ呼ばわりされ、公平たちにもいじめられていた。それを助けてくれる浩に好意を抱くようになる。今井家同様に実母は他界しており、父親が再婚している。2歳の義妹がいるが、劇中未登場。再婚相手は初登場時は至って普通に見えたが、実は由美を虐待していた。再婚相手は否定していたものの児童相談所の調べで虐待がわかり、そこに預けられることになった。しかしそれからしばらくして一度家に帰ることになっていたが由美はそれが嫌で浩が無断で彼女を泊めてしまう。翌日にそれがバレるが家に帰るのは延長となり、まだしばらくは児童相談所にいることになった。ところが一緒に寝たのがきっかけだと思ったのか妊娠したのではないかと感じてしまう。結果は陰性だったため胸をなでおろすが妊娠のことが小学校で噂になり公平たちにからかわれてしまう。そのことで山村が一緒に下校させまいとするが由美はそれに怒り浩を誘って万引きをしてしまう。その万引きがバレてから大沢が由美の家に連絡したようだが由美の親は面会に来なかったらしい。捨てられてしまったのだと感じた由美はまたもや浩を誘って家出をしてしまう。本心では浩は止めたかったようだがすでに浩は由美が好きということもあり言いなりになってしまったようだった。それが解決してから茜は浩に「好きだからこそ相手の間違いを正してやる。それが本当の愛情だ」と言ってやる。翌日に由美がまたしても万引きをしようとしていた。茜の言葉を思い出した浩は由美をひっぱたき一喝する。由美はそれに感動し、もう悪いことはしないと約束した。それ以降も公平たちにいじめられることがあったが茜や翔太の活躍でそれは解決した。最終的には父親が再婚相手と離婚し父親が由美を引き取ることになった。それに伴い家に帰ることになった。帰る前日、由美は「家に帰ったら今までみたいに浩君と会えなくなるから、今夜は一晩一緒にいて」と頼むが家の人が心配することもあり浩は断った。その際由美は浩のその真面目な性格がいい所だと評し浩の頬にキスをした。これで浩と結ばれたがパート4では登場せず浩の恋愛対象者も真由に変わっている。
水野 あゆみ
演 - 杉本友莉亜（*3）
13歳。パート3に登場する健一の最初の恋愛対象者。エリート志向が非常に高く成績も常にトップクラス。両親も彼女に期待しているらしく本人もその期待に応えたいと考えている。同時にフリースクールでは学校のように十分に勉強などできるはずがないと考えており妹の真美がひまわりの家に行っていることに対し反論ばかりしていた。そのような経緯もあり当初は健一とは対立が多く犬猿の仲であった。健一が頑張っていることは認めているようだがフリースクールに逃げていると思っているようだった。ある日、健一は「今度のテストで君よりもいい点をとったら、真美をひまわりの家に戻してあげて下さい」と言って勝負を挑むが結局敗北に終わってしまった。健一は逃げているという考えは変わらず健一も1ヵ月ではあるが学校に戻る決意をする。それ以降彼女や猪木との対立も多かったがなんとか続けていた。またある日、水野は植田にスカートをめくられたので彼をひっぱたいてしまう。それに逆恨みをした植田や西尾に神社の裏にて暴行されそうになるがたまたま通りかかった健一に助けられる。しかし植田を角材で殴って大怪我を負わせてしまったため健一は逮捕されてしまった。翌日、茜や里香から話を聞いた水野は警察や教師、大介に真相を話したため健一は罪にはならず釈放された。それからは健一に本気で好意を抱くようになり逮捕されたことでクラスメートや猪木にからかわれている所を庇ってくれた。健一は強くて十分個性的であることも認めた。そのため健一に「このままずっと学校にいて欲しい」と言う。健一は苦悩するがひまわりの家に戻った。学校の最後の日に大切にしていた詩の本をプレゼントしていた。これで健一と結ばれたが健一がひまわりの家に戻って以降時々彼女も来ていたがフリースクールに対しては完全には理解は示していない様子だった。パート4では登場しない。
北川 光子
演 - 綾野あやめ（*3）
パート3での健一の担任。当初は健一を弱い人間と思っていたらしいが春子の話を聞いて改心し、以降健一の良き理解者となる。猪木からは健一に対して甘すぎる、庇い過ぎなどと非難されていたが彼女は考えは変えず健一を信じ続けていた。そのため健一が植田に大怪我を負わせた際も一方的に責めたりせずどうしてそのようなことになったかまでしっかり探っていた。終盤、健一がひまわりの家に戻る際も「今井君の席はそのままにしておくから、またいつでも遊びに来てね」と笑顔で言ってやっていた。
池田 直也
演 - 郭智博（*SP）
13歳。SPに登場。茜の同級生の不良で中根と斉藤という悪友らとつるんでいる。同級生の美奈に援助交際をけしかけたり、尾崎からカツアゲをするなどタチが悪い。美奈をいじめにより自殺に追い込んでもまるで罪の意識もなく、他人の命を軽視している。その人間性のなさに激怒した村山に殺されかけたが、茜たちが村山を止めたため命は助かった。
池田 誠太郎
演 - 清水章吾（*SP）
池田の父親。金持ちでPTAの会長を務めている。茜たちの泊まっている旅館を潰して廃棄物処理場を建てようと考えている。息子が美奈を自殺に追い込んだことにもかかわらず「いじめられる方にも問題がある」と発言した。さらには買春などの犯罪行為をしている。美奈の命を何とも思わない態度から村山に息子共々命を狙われるが茜たちに助けられた。その後、廃棄物処理場の建設を取り消した。
野崎
SPの時点での茜の担任。村山の娘のかつての担任でいじめを放置して村山の娘を自殺に追い込み、さらに反省も無いどころか同じことを繰り返して美奈へのいじめを放置し自殺に追いやる。その行為に激昂した村山に殺害された。
新田 一也
演 - 斉藤慶太（*4、XmasSP、ファイナル）
13歳（*4、XmasSP）→14歳（*ファイナル）
翼の双子の弟で、シリーズを通して里香の唯一の相手役（ただしパート2では里香は翼に片想いし翼を茜と奪い合ったこともあった）。母方に育てられていたため、翼とは姓が違う。
茜たちの通う学校に横浜から転校してきた。性格はパート2前半の翼同様の不良少年。喫煙しているが、演者の斉藤が当時未成年だったために作中の喫煙描写は吸おうとしているところしかない。タチの悪い不良とつるんでいることも多い。XmasSPとファイナルでは、彼の悪友の増田と黒田がキーパーソンになっている。パート4では茜や祐太郎を嫌って度々嫌がらせをするが、不良に絡まれていた里香をケガをしてでも助け守ろうとするなど、根は翼同様に熱い正義漢の持ち主と言える。里香との出会いをきっかけに徐々に更生していき、里香に好意を寄せていくようになり、XmasSPで春子の説得によって改心すると同時に里香と結ばれる（中西をオヤジ狩りした増田たち3人と行動しており、彼はオヤジ狩りに加担していないが、仲間を売りたくなかったから黙っていた。春子の説得で自供する）。本心では病気になった母親のことを心配していることも打ち明け、翼とも和解し、母親と翼と一緒に暮らすことになった。
翼同様、パート5では未登場。ファイナルでは母親の不倫が気に入らずに家出し、松本の中学の先輩だった黒田の不良グループに入る。援交狩りをしようとしたところを茜や翼たちに捕まり、自身の本音を話して茜たち和解し、母親のところへ帰ってきた。その後、黒田が家出して翼に復讐するために町田へ向かったことを翼に伝えた。
西野 真由
演 - 坂田知美（*4）
11歳。パート4に登場する浩の第2の恋愛対象者。当初は浩から好かれ、後に自身も浩に好意を寄せていたが恐喝や窃盗などの犯罪行為をしたことを浩に責められた末妊娠したと嘘をついて浩をからかったことがきっかけで浩から愛想を尽かされた。実はこの行為は兄や姉はよく勉強できるが彼女だけが勉強できないことで両親に怒られてばかりであることに嫌気が刺していたのでその腹いせでやっていた模様。父親は大学の先生らしい。その後浩をストーカーをして付け回すが茜に説得される。その所を木村たちに見られてしまい木村にイジメを受けることになってしまう。浩や大沢の助けにより同時に改心し浩と結ばれたと思われたがパート5では由美同様に登場せず恋愛対象者もしのぶに変わっている。
永井 益美
演 - 臼井志保（*4）
14歳。パート4に登場する健一のクラスメート。当初は健一を良く思っていなかったが倉田を「規則で生徒を押しつける先生」と評していることを知る。それからは少し健一を理解するようになった。ある日、倉田から規則違反ではないかを調べるためと言われシャツの中から身体を触るというセクハラを受ける。そこを健一に助けられた。事情を知った茜や春子も健一と共に倉田を抗議するが倉田は白を切ってばかりであった。それからも倉田は益美に嫌がらせばかりしておりある日益美は倉田を最低だと健一に言った。それを知った倉田はその逆恨みで嫌がらせをさらにエスカレートさせてしまう。校長に言ってもまともに取り合ってくれなかった。そのことから益美は学校に行くのを拒み始めるが彼女の両親はかなり厳しいらしく学校に行かざるを得なかった。健一はそんな益美をかわいそうに思い一緒にフリースクールのひまわりの家に行くのを誘う。益美もそこはとてもいい所だと思ったのか、親に何を言われてもひまわりの家に行くという気持ちを貫く決意をした。健一がいろいろと協力してくれること、ひまわりの家に行ってからだんだんと笑顔が戻りつつあることから益美の両親も多少は理解してくれるようになったようであった。なお、健一は益美をすでに好きという気持ちだったが益美は健一を「仲のいい友達」とまでしか思っていなかったようでそれ以上の気持ちはなかったようであった。そのため健一の第2の恋愛対象者とは言い難い。
岩下
演 - 小野正皓（*4）
パート4に登場する不良。金村（柴田徳明）という悪友と行動を共にしている3年生。派手な行動もあまりない印象だったが健一のポケットに煙草を入れ、たまたま通りかかった倉田に「こいつ煙草持ってる」と言ったり祐太郎のカバンに煙草を入れて彼を煙草を吸った犯人にでっち上げたりと悪質さは植田や西尾と同じくらいと言っても過言ではない。登場する際は廊下でスケボーに乗っていることが多い。一也が茜をはめようとして彼の携帯を壊し「茜が壊した」と嘘を言われ茜を暴行しようとしたところを翔太に捕まって懲りたと思われたが終盤で再登場した時反省の色はなく特に大人しくなることはなかった。
黒木 祐太郎
演 - 崎本大海（*4、XmasSP）
13歳。パート4で出てきた翼の恋のライバル。国会議員黒木誠治の息子であるが収賄の容疑がかけられ逮捕・失職されることが近いことから田園調布より陰に潜んで転校してきた。家庭不和状態にあり母親の清美は中西と不倫して一時家を出て行ってしまう。これらの事情から人間不信に陥っており成績優秀であるが周囲から浮いた存在となり不登校気味となる。そして色々心配して気に掛けてくれた茜に惹かれ好きになる。終盤に浜松へ転居した。クリスマスSPではひょんなことから松本市へ来ていた茜たちと再会し、翼とどちらが茜を手に入れられるか競い合ったが負けた。
茜の恋敵の中では唯一啖呵を切らない大人しい優等生タイプの性格だった。唯一シリーズで茜と最初から仲が良かった。
黒木 清美
演 - 円城寺あや（*4）
祐太郎の母親。祐太郎の父親が収賄で捕まったことが発端で中西と度々関係を持ったことから茜や祐太郎に心配ばかりかけてしまう。時々、体の具合が悪い時に茜が家を訪ねていろいろと看病したり料理を作ったりしてくれる。最終的には中西とは別れた。
黒木 誠治
演 - 小澤寛（*4）
祐太郎の父親。国会議員を勤めるが前述の通り収賄の容疑をかけられ逮捕されたり失職されたりしていた。釈放されて帰ってきた際清美が中西と不倫していたことを知り激怒、包丁を手にする。祐太郎が止めに入った勢いで誤って誠治本人に刺さってしまった。祐太郎は父親を庇い自分が彼を刺したと警察に言う。だが警察はそれは最初から嘘だと見抜いていた模様。真相がわかり、祐太郎は釈放され誠治も罪にはならなかった。最終的には故郷に帰り、一からやり直す決意をする。それに伴い祐太郎も浜松市に転校することになった。演者の小澤はパート1でも茜たちの通う小学校の校長の役柄で出演している。
柳田 さゆり
演 - 丸川沙綾（*4）
13歳。パート4に登場。内気な性格の少女で不登校だったが保健室登校を始めるようになる。茜や祐太郎たちと同じクラス。不登校という理由で転校生である祐太郎の存在を知らなかった。倉田や一也から嫌がらせを受けた時にはよく祐太郎に助けられていた。他にも親切にしてくれる祐太郎に好意を抱くようになる。そのため祐太郎の身に何が起ころうとも彼女はずっと祐太郎を信じ続けていた。終盤、祐太郎の転校が決まった際には泣いてしまうが教室に復帰することができるようになり性格もかなり明るくなった。彼女はこれは全て祐太郎のおかげだと言っていた。だが、彼女の祐太郎が好きという気持ちは伝わらなかったようだった。
倉田 正也
演 - 大門正明（*4、XmasSP、5）
パート4より登場した茜や翼の担任。生活指導教師で少しでも規則に違反した生徒を見つけては理由を問わずすぐ怒鳴って説教したり、廊下で転んだ里香の脚を触ろうとしたりというセクハラまでする。妻がいるらしく、信彦にセクハラのことを「妻に知らせるぞ」と言われ動揺した。しかし一也の財布がなくなった際祐太郎が教室にいたというだけで一也が彼を疑った際には「そういうことだけで人を疑うものじゃないよ」と言ったり、岩下たちが廊下でスケボーで遊んでいる際に里香にぶつかったことがあり、その際は岩下たちを叱りスケボーも没収するというまともな面も見られた（しかしその時に没収したのは岩下のスケボーのみで、金村のスケボーは没収していない）。まともな面はそのくらいで他には特にみられない。XmasSPではさらに極悪振りが強調され自分の生徒（岩田ひとみの友人）を見殺しにしようとした過去を持ち全く反省していないことが分かったり増田たち3人からいじめられていた少年を助けた茜を叱り増田たちには何も言わないという依怙贔屓がみられた。翼との口論の際階段から転倒し翼を警察に訴えるが後に生徒の目撃証言で逆恨みによるでっち上げがばれ、教師生命が絶たれたと思ったらパート5にも第1話のみに浩に挨拶や服装を注意するために再登場した。頭は坊主になっていた。過去の悪事を反省をしているか不明で浩を注意した後に「これから気持ち入れ替えないと天国の両親が喜ばない」と本人は両親のことで励まそうとしたようだが茜が八つ当たりしてしまい茜に呆れながら去って行った。その後は太陽学園での描写がないため、どうなったかは不明。
川田 佐代子
演 - 咲田とばこ（*4）
パート4の健一の担任。見かけによらず極悪で倉田とグルになって益美をいびったこともある。彼女が悪事を行う際は全て主犯は倉田だったためか作中特に非難されたことはなかった。キッズ・ウォーシリーズ唯一の女性のダメ教師である（『新キッズ・ウォー』を含めたシリーズでは吉村菊江（後に改心）がいる）。中盤からXmasSPにかけて職員室に姿を見せていない。
大沢 陽子
演 - 久田節美（*4）
大沢校長の娘。突然離婚して家に戻ってきたらしい。思ったことは何でも口に出してしまうという無神経な性格で、友恵もイライラしていた。その上、前述どおり事業の失敗で多額の借金がある。それにもかかわらず友達と温泉旅行に行こうとしていた。
木村 太一
演 - 古川貴広（*4）
11歳。パート4に登場。パート2、3の和田公平たちに変わり登場した新たないじめっ子。仲間にも幸介と孝がいる。最初は斉藤じゅん（金田卓也）という名の少年をいじめていた。その時は浩もそれを手伝っていた。これは太一たちが最初は浩をいじめようとしていたが斉藤をいじめる手伝いをすればいじめないと言うので本心は嫌だが浩は仕方なく手伝っていた。茜や春子、大沢の活躍でそれが解決してからはしばらく明確な標的がいなかったが終盤に真由が浩に対するストーカー行為のことを知り、以降は真由をいじめるようになる。浩が大沢に真由を助けてほしいと訴えたため大沢は彼らを注意するがそれを聞くどころかいじめをさらにエスカレートさせる一方で登校中に川に突き落とすことまで行っている。もはや口で言っても聞かないと判断した大沢は彼らが真由に対してそうしたように大沢も彼らを川に突き落とすという捨て身の行動に出た。これにより3人はようやく大沢の気持ちがわかり心から謝罪し大沢とも和解しいじめをやめた。母親もモンスターペアレント的な存在だったが太一本人が反省をして謝罪したところを見て動揺した。キッズ・ウォーシリーズのいじめっ子の中では最も体格が太めでこの体格を武器にすることが多かった。また、この3人いじめっ子少年は翔太から厳しい一喝を受けなかった唯一のいじめっ子だった。
新田 伸江
演 - 立枝歩（*XmasSP、ファイナル）
翼と一也の母。松本のおみやげ屋で働いている。ふたりが幼い頃に離婚してから一也とともに暮らしていた。翼は父親のもとで暮らしていたが後に翼と和解。翼とは電話でのやりとりを続けていたがXmasSPで再会する。一也には別の男をつくって暮らしては家出されているが内心では一也のことをいつも心配しているため最終的には男と別れる。心臓を患っていたがXmasSPでは手術に成功。そのことが一也を更生させるきっかけにもなった。それからは翼と一也の三人で松本で暮らすようになる。ファイナルでは沼津にいた翼と一也を迎えに来るシーンに登場。
岩田 ひとみ
演 - 遠野なぎこ（*XmasSP）
年齢は不明だが車の免許を取得しているので少なくとも18歳以上。XmasSPに登場するレディースのリーダー。茜の通う中学の卒業生で正義感も強い。茜が不良（その不良が誰だったかは不明）に絡まれている時彼女が助けてくれたらしくそれ以来茜と仲が良くなったらしい。彼女が中学の頃同級生の友人がいじめられ倉田に助けを求めたにもかかわらず倉田は何もしなかったらしい。そのことから現在も倉田を憎んでいる。翼を一目見た時から彼に好意を抱くようになり窮地に立たされた翼を助けるためにいろいろと協力する。中西を襲った犯人を探す茜にも協力している。しかし事件解決後、翼は茜が好きであることを知りショックを受ける。だが何とか立ち直り茜を待っている祐太郎の所へ向かう。そこで自分の涙をこらえながら必死で彼を慰めた。そして気晴らしに二人でクリスマスイベントを楽しんだようである。それ以降二人の関係がどうなったかは不明。春子とは会話の場面は一切ないがラストで一緒に長野のスキー場に車で来ている。
増田
13歳。XmasSPに登場する不良。茜のクラスメートで転校生（パート4で彼らの姿がなかったため）。一也の悪友で他にも北村、沢井という2人の悪友と共に行動している。冒頭でクラスメートをいじめて茜に止められる。その日の夜中西をオヤジ狩りして60万円の大金を奪い（主犯は増田たち3人で一也は加担していない）、一也を含めた4人で松本市に逃げ込み茜、翼、ひとみたちレディースから逃走する。後に一也が自供したため北村、沢井と共に逮捕された。春子曰く増田たちが逮捕された際警察から聞いたようで元は善人で教師のせいで今のような性格になったらしい。
武井 文太
演 - 多賀名将也（*5、ファイナル）
14歳。パート5とファイナルに登場した茜の相手役。序盤は太陽学園の授業を妨害するなど往時の一平のように荒れていたが、茜たちと接する度に改心した。同時に浩をガキ呼ばわりして絡んでいたが、朝寝坊した健一の代わりに新聞配達に行こうとした浩の手助けをするなど、親切に接するようになった。ファイナルのエンディングでは、茜が去ってしまったことで落ち込んでいる浩を元気づけ一緒に薪割りをする描写があり、一平に次ぐ浩の良き兄貴分に収まった模様。口癖は棒読みで「馬鹿言ってんじゃねーよ」や「そんなことねーよ」。内心は宇宙飛行士を志す純情な性格で、自室に宇宙関係の本を揃えている。
実母の他界によって父親が再婚したが、再婚相手から嫌われているうえに父親も再婚相手の言いなりになっているようで、現在の家庭状況では一緒に住むのは不可能であるため、太陽学園で生活。常に首にかけているペンダントには、実母の写真が入っており、このペンダントが彼を改心させるきっかけにもなっている。
ファイナルでは茜と翼に協力して家出した一也の捜索に赴き、翼には敵わないと知って潔く茜を諦めた。
大山
演 - 小栗一将（*5、ファイナル）
太陽学園の高校生。群馬県から来たらしく高校を退学になっている。5における全体的な悪役で先生でさえ扱いにとても困っている。スキンヘッドが特徴である。飲酒や喫煙を好む。太陽学園にいた不良の中で唯一、最後まで改心しなかった。不良グループのボス的存在であったが、真紀や由美子と文太の改心で3人は離れていき、以降は対立することになる。
一平を脅して浩を唆し、しのぶから13万円を巻き上げたり、中西にオヤジ狩りするなど、かなり悪質である。オヤジ狩り事件の犯人と疑う茜を暴行しているところを、彼女を庇うために文太に角材で殴られて病院送りされる。オヤジ狩りの犯人と判明し、退院後すぐに警察に逮捕される。終盤、釈放されて学園に戻ってくるが、反省の色は全く見せておらず、文太を薪で殴りつけてしまう。さらに、逃走資金を手に入れるために里香を脅迫するが、瀬島に取り押さえられて失敗し、彼によって警察に引き渡されて2度目の逮捕を迎える。ファイナルでは、釈放されて太陽学園に戻っており、翼との喧嘩で一蹴されて撤退してしまい以降は登場せずどうなったかは不明である。
古田
演 - 榎本憲志郎（*5）
大山の親友。よく大山と太陽学園の庭をうろついたり喫煙や飲酒をしているが、太陽学園の生徒ではない。岩本とともに大山との共犯で中西にオヤジ狩りをしているが、大山が逮捕された逆恨みで茜と文太を襲おうとした第36話、37話でそのことについては言及されていない。最後には一平の作戦で岩本と警察に逮捕された。後に窃盗や恐喝の余罪があったことが分かり、大山が釈放された際に彼らは釈放されなかったため、少年院送りになった模様。
岩本
演 - 本田一平（*5）
大山と古田の親友で長身。「ガンさん」という通称で、町田ではちょっと名前が知られたワルらしい。最後には一平の作戦で古田と一緒に逮捕され、後に窃盗や恐喝の余罪があったことが分かり、少年院送りになったようである。
並木 洋介
演 - 長谷川慎（*5、ファイナル）
14歳。太陽学園の中学3年生。序盤では浩に「女みたいな奴だ」と嫌味を言う他、里香に話しかけて文句言われては逆ギレして突き飛ばすなど、自分勝手な行動が目立った。終盤でまたも里香に話をかけて文句言われたため、愚痴をこぼした。そこですみれに金で買収されて里香に暴行しようとして、茜に捕まって反省する。以後からファイナルにかけて温厚な性格となる。それからは彼女に思いを寄せるようになる。そのため、色々とアタックを繰り返すも思いはとうとう最後まで伝わらなかった。ファイナルにも瀬島が茜を追い出そうとする際、生徒全員で椅子を蹴るところとその事件解決後に中西が面会に来たので茜を呼ぶところに登場した。
佐久間 しのぶ
演 - 杉浦麻美（*5、ファイナル）
12歳。太陽学園の中学1年生。浩の最後の相手役。引っ込み思案な性格で以前の学校でいじめを受けていたらしく、それが原因で引きこもりになっている。あまり人に心を開かなかったが、浩がいろいろと相手をしてくれることから好意を抱くようになる。しかし、浩が自分を好きだと騙して13万もの金を借りたことがあり、それからは目の敵にするようになってしまう。その後、自棄になりテレフォンクラブに電話し、危うく電話相手である男から誘拐されそうになるところを茜や浩に助けられ、浩の心からの謝罪と茜の説得から許すようになった。それからもたまに喧嘩のようなこともあったが、ファイナルでついに浩と結ばれた。演者の杉浦は、前作のパート4では、浩のモブのクラスメイト役で出演している。
西岡 由美子
演 - 椎葉えり（*5）
14歳。太陽学園の中学3年生。健一の最後の相手役。実家はラーメン屋を営んでいる。当初は文太たちとつるんだかなりの不良だった。その原因が両親が彼女がどんな悪事を働いても叱らなかったこと、家出をしてもロクに探さなかったことなどである。誕生日に両親に電話しても、両親は忘れてしまっていた。その日は健一が誕生日おめでとうと祝ったことから心を打たれ、彼に好意を抱くと同時に茜とも友情を結ぶ。話が進むと実家のラーメン屋が潰れたことで両親から家に帰ってこいと言われるが、帰りたくないためキャバクラでアルバイトをして学園に払う金を稼いだ。しかし、キャバクラで客の小島に家に連れ出されて乱暴されて心を閉ざしてしまうが、茜や健一の説得で立ち直った。それからはキャバクラはやめ、中華料理店でのバイトに変更。その店の店主は彼女の勤務態度が良いのか、余ったシュウマイをくれたりと高く買われているようであった。
最後は完全に健一と結ばれ、同時に完全に改心した。また、改心後も真紀のことを心底から心配しており、茜に相談することもあった。ファイナルでは退校したため、名前のみの登場であったが、健一曰く元気に過ごしているらしく手紙のやりとりもしているようで、浩からは「由美子さん」と呼ばれていた。
演者の椎葉はパート3でも別の役柄で出演している。
石田 真紀
演 - 小松愛（*5）
14歳。太陽学園の中学3年生。パート5に登場した茜のライバル役。髪の毛を緑色に染めており、当初はかなりの不良であった。文太に恋心を抱いていたが、最後まで思いが伝わることはなかった。
小学6年生の時に母親の再婚相手から虐待を受け、現在も再婚相手にはかなり憎しみを抱いている。再婚相手は反省はしているようだが、文句を言ってひっぱたかれて激昂し、包丁で殺そうとする。その後、再婚相手から心配するが、現在も母親に暴力を振るうこともあるらしく、結局和解できなかった。
次第に改心して茜を認めていくようになり、茜が瀬島に疑われた時は茜を庇って仲間になる。茜も彼女の改心を心から喜んでおり、友情を感じていたようであるが、文太と仲良くしている茜にヤキモチを焼いて、また悪さをしたり外にいた別の不良と喧嘩したりと由美子と違い完全には改心できなかった。第44話で姿をくらますが、最終話のラストシーンで他の仲間とともに茜の帰還を迎えた。
由美子同様、ファイナルでは退校したために浩によってその存在について言及され、さん付けで呼ばれていた。
佐野 すみれ
演 - 伊藤奈美子（*5）
14歳。太陽学園の中学3年生。パート5中盤から学園にやってくる。以前の中学校でいじめを受けていたらしく、それが原因でミサンドリーに近い状態になっている。同時に自殺願望もあり、よくそれに関連する本を借りたりインターネットのサイトを見たりしていた。里香がストーカー被害に会い、自分と同じ状態になったと一方的に思いこんで里香と仲良し（レズ）になるが、里香が陽子と仲良くするのが気に入らずに数々の嫌がらせを2人にした。その嫌がらせは次々とエスカレートしていき、洋介に金を渡して里香を襲わせる行為まで行なっていた。その際に里香から「あなたを絶対許さない」とひっぱたかれている。そのことを北村園長が親に電話したことで、最終的には学園を去ることになった。しかし、里香に手紙で今までの悪事の謝罪ともう自殺のことも考えていないということを伝えた。その手紙を見て里香もすみれを見直した様子だった。
森 幸太郎
演 - 中野史祥 （*5）
12歳。太陽学園の中学1年生。性同一性障害がある少年。今井家が入園した時から浩に好意を抱いている。当初は浩に嫌われていたが徐々に打ち解けていく。しかしそれが発端で茜や健一たちに非難されてしまう。また、父親から「男らしくない」ということから園長や瀬島に指導を申し込んだため瀬島に薪割りやランニングを強制されてしまい、浩ともに行方をくらましてしまう。なお、性同一性障害については父親は当初は理解していなかったものの念のためにカウンセリングを受けさせた方がいいと判断し一度一緒に帰宅した。終盤には再入園するものの前に学園にいた頃と全く変わってはいなかった（ただし家では男らしく振る舞っていたらしい）。そのことや浩はすでにしのぶが好きであることもあり、またもや浩に嫌がられる。それにショックを受けている彼を一平が励まし一緒に入浴した。それ以降は浩には興味がなくなり一平に好意を抱くようになるが一平は嫌がっている。ファイナルでは退校したようであり未登場である。
木村 陽子
演 - 沢井美優(*5)
14歳。太陽学園の中学3年生。ブリッコな性格で健一から好意を抱かれているが、本人は健一には興味がなく、戸田に片思いをしている。後に両想いとなった。本人曰く両親からの過剰な期待から太陽学園に居座ることとなった。また、中盤から里香と仲良くしていたためにすみれから度々嫉妬されてしまう。彼女もファイナルには未登場であり退園した模様。
青柳 加奈
演 - 大塚水月（*5）
14歳。太陽学園の中学3年生。以前いた学校でいじめられていたことがトラウマとなって毎日酎ハイを飲み、睡眠薬を服用している。本人曰くこうしなければ眠れないとのこと。茜と陽子は体に悪いということもあり何か気分転換を図ることはできないかと考える。そこで出会い系サイトで園田という少年と出会わせる。加奈と園田はすっかり仲良くなり学園でも加奈はすっかり明るくなった。それからは酎ハイと睡眠薬は使用しなくなった。ところが、毎日のようにラブホテルに通ったり学園で同室の陽子が一日いない時に二人でベッドの中にいたりなど過激な交際が災いし妊娠が発覚してしまう。園田はこのことについては全く取り合わず責任転嫁するため茜は中西にお金を借りようと電話する。加奈が両親には知られたくないと言ったためである。しかし電話している所を真紀や由美子に見られる。彼女らは茜が妊娠していると勘違いし学園の生徒全員の前で言いふらす。このことで茜は職員室に呼び出されるが後から入ってきた加奈に「妊娠しているのは私です…」と告白。それからも両親には言ってほしくないと友恵に言うが教師に知られた以上そうはいかず友恵は家に連絡し、父親と共に学園を去った。それ以降登場はなかったが陽子に電話が来た。子どもを堕ろすのに成功したという内容だった。
演者の大塚はパート3でも別の役柄で出演している。
中川 ユリ
演 - 山本梨加（*5、ファイナル）
14歳。太陽学園の中学3年生。自己中心的な性格で、中年男性と援助交際をして高級腕時計などを貰っており、それがきっかけで茜たちとトラブルを犯している。
1年前に両親が養親と知り、それが原因で前述のような性格になったらしい。しかし、養親からとても可愛がられていたようで、太陽学園にも劇中1度ではあるが、心配で面会に来ている。養母が茜にユリはどうしているかを聞いた際、茜は「ユリはいつも真面目にやっています」と答えて安心させた。このことからユリは心を打たれ、援助交際はもうしないと誓った。
ファイナルでも黒田たちの口車に乗せられてまた援助交際をしてしまう。途中で逃げたので黒田たちに暴行され再び反省し、改めてもうしないと誓った。援助交際のことが学園にバレて追い出されそうになるが、太陽学園の生徒全員に阻止された。
戸田 哲治
演 - 岸良一（*5）
15歳。太陽学園の高校1年生であり、それゆえに他の生徒のように啖呵を切ったり喧嘩に巻き込まれるようなことはない。通信教育を通じて名門の大学を目指している。また、大学に行くための資金を稼ぐために新聞配達のアルバイトをもこなしているというしっかり者。北村園長も彼を高く買っている。最初は健一が片想いだった陽子は本当は彼のことが好きだったため、ひょんなことから健一は陽子の想いを戸田に伝えることになってしまう。その際、彼は「本当に自分に気があるのかな」と若干疑いつつも実は彼も陽子に気があったため最終的には陽子と結ばれた。終盤にも陽子とうまくいっているシーンが描かれる。
北村 英治
演 - 小宮健吾（*5）
太陽学園の園長を務める（パート4まで友恵と親友だった大沢がなるはずだったが、プロポーズを断ったため当人が園長である）。当初は友恵とは考えが違うことから対立が多かったが後に理解者となり瀬島のやり方にも否定するようになる。中西がオヤジ狩りの被害を受けたり一平が大山から暴行を受けて軽傷を負った際茜や一平が警察に被害届を出そうとするがその際北村は経営状態が厳しいことからそれをさせなかった。しかし、大山がオヤジ狩りの犯人だとわかってから「経営のことばかり考えて教育者だという肝心なことを忘れていた」と深く反省し茜にも謝罪した。彼は基本的には学園の生徒は大山のような改心する見込みのない不良でも自分たち教師の力で改心させたいと考えている。そのため終盤に大山が瀬島によって警察に引き渡された時には非常に嘆いていた。ファイナルでは登場しておらず、理由は不明だが園長を辞職したようである。
尾崎 光
演 - 麻津拓也（*5）
太陽学園の教師。瀬島とは対照的に心優しい性格。友恵のことも尊敬している。一平が女の子に告白するにはどうしたらいいかという相談をもちかけたことがあり、その際もアドバイスしていた。彼も北村同様ファイナルには登場していない。なお、演者の麻津はSPでも刑事の役柄で出演している。
川原 佐和子
演 - 栗林栗子（*5、ファイナル）
太陽学園の職員にして調理係。中年の女性。基本的に食堂で生徒の食事を調理したり、調理係の生徒を指導する以外には滅多に出番がない。だが、パート5の第1話では今井家が太陽学園の見学に来た際に職員として自己紹介したり、ファイナルにも冒頭の食堂のシーンに登場している。
瀬島 順太郎
演 - 菊池隆則（*5、ファイナル）
パート5の舞台であるフリースクール「太陽学園」の教師で寮の監督者。今井家が初めて太陽学園に見学に来た際には、畑の担当をしていたためか教師たちの自己紹介の場にはいなかった。やたらと大声を発して子供の精神を叩き直すため、度々体罰や懲罰を加える。その上、酷く執念深いことから既存の寮生から不評であるばかりか茜たちも反発する。自分の間違いを素直に認めることがあり、女子生徒のしのぶに関しては無理矢理外に連れ出したり水をかけるなどの行為はしているものの、過去のシリーズの教師のように女子生徒にセクハラのような行為は一切せず、しのぶが自分の着替えを浩が覗いたときには（誤解ではあったが）覗いた浩をきちんと注意し、また、いじめられるほうにも問題があると発言したことがあるが、真紀が洋介に八つ当たりをして彼のラジカセを叩き壊した際には真紀を注意して謝るように言ったり大山の恐喝のことについてもしっかりと取り合い彼の逮捕に貢献したりと実際はいじめや犯罪を止めたりしており、過去のシリーズで茜たちと対立してきた教師の中では山村同様にまともなところが多く、茜との対立もややコミカルなシーンが多い。茜も反抗することはあるが嫌ってはないようで茜がからかうこともある。友恵曰く元々はとても明朗快活な性格だったらしいが息子を事故で亡くしたのが原因で性格が悪くなっている。本人もそのことを非常に気にしており、精神科医に通院している模様。後半では改心したと思われていたが、ファイナルではまた性格が悪くなっていて、ユリが黒田に暴行されたことの隠蔽行為を行うなど倉田たちのようにあくどくなっている。
山下先生
演 - 坂本あきら（*ファイナル）
ファイナルに登場。太陽学園に新たにやってきた教師だが茜には「イヤミな奴」と評されており評判は良くない模様。学園の評判を落とさないようにすることしか考えておらず合宿先でユリが黒田たちに暴行された際茜たちが警察に言おうとするのを止めていた。終盤、瀬島とグルになりユリや茜を退園させようとするが他の生徒全員がそれに腹を立て、全員やめると言って抗議してきたのに動揺し退園は取り消しとなった。だが、茜が黒田にナイフで刺された際はこれまでの態度を一変させて警察に対して「うちの生徒は被害者ですよ」と言い学園の体裁を気にして茜たちに味方をしていた。
黒田 祐太
演 - 松山ケンイチ（*ファイナル）
ファイナルに登場。16歳。一也の松本の中学校の先輩で札付きの不良。悪友の神田、中野（藤沢悠聖、秋田卓郎）と共に政治家の秘書らしき人物の手先となり、悪事を働いている。その秘書は後に援助交際のことがばれたらしく、警察に呼ばれた様子。
家は居酒屋だが家庭は荒れており、実の父親は行方不明であり、母親は愛情を注がずに裕太に無関心でDV男と同棲したりと状況はかなり複雑な模様。翼は彼が悪くなった原因もここにあるのではないかと考えていた。一也曰く妹がいてゲーム（万引きした物）をプレゼントするほどの妹思いらしい。だが、ユリに対して深い傷を負わせるほどの暴行を加えたりするほか、バタフライナイフを持って殺人も厭わない。翼への逆恨みで翼にナイフを向けたが、茜が彼を庇ったために彼女に刺さってしまう。翼が茜の敵討ちをしようとナイフを手にして黒田を殺害しようとする。黒田も今度こそ翼を殺害しようとし殺し合いになりかかるが翼に犯罪者になってほしくないという一心で現れた傷の深い状態の茜にショックを受け、警察に出頭した。その後、翼は「あいつ根っからのワルでもないのかもな」と少し見直した様子だった。

### その他
川島あきら（*1）
名前のみ登場。浩が時計の万引きを誤魔化す際に友達からもらったことにするために引用した。実際に居るのかは不明。
ゆうたろう（*1）
名前のみ登場。春子のヤンキー時代の友人。春子曰く喧嘩は強いがお年寄りには優しく弱い者の味方。現在はコックやボランティアをやっている。春子からは「優しくて人のために尽くせる理想の人間」として評価されている。
「何かひとつ人に負けない何かを見つけてそれを誇って生きる」という生き様を健一に影響を与えたのも彼の存在であり、この意気はファイナルでも語られている。
黒木祐太郎とは別人。
高橋先生（*1）
名前のみ登場。パート1での浩の担任。浩がテストでわざと白紙のままで提出したことで心配して電話をかけてきた。
紺野（*2）
翼、絵美の母親。こちらは二作目のみ登場。のちに新田姓の翼と一也の母親が登場し、演者も異なるため設定変更によりこちらは登場しなくなる。
野口（*2）
演 - 竹村康伸
パート2の第33話に登場した不良高校生。最近ひまわりの家に入った。健一曰く学校で暴力による問題を起こし学校を退学になったらしい。ひまわりの家でも暴言や乱暴がひどく、教師に怒られても飛び出して家に帰ってしまう。彼はもうひまわりの家には来ないと言っていた。教師が彼の親にやめないように話したらしいがこれ以降登場はなかった。また、演者の竹村はパート3に西尾の悪友役としても出演している。
愛子（*2）
演 - 小島志帆
11歳。パート2に登場した茜のクラスメート。保健室にて山村からセクハラを受ける。
横井 達也（*3）
演 - 猪又寛生
12歳。茜の友達の男子生徒。茜や良太たちと一緒にいることが多い。一平や植田の最初のカツアゲ対象者であり一平たちに万引きを強制的にやらされる上に吉野からも不良よばわりされるなど散々だった。最終的には茜に助けられる。家庭も複雑で父親は借金を残して家を出て行き、母親はスナックで働いている。パート4からは登場しない。
三郎（*3）
演 - 椎名鯛造
12歳。茜のクラスメート。一平の家の近くに住んでいる。茜がよく一平の家に出入りしているのを目撃したため黒板に「茜と一平はラブラブ」みたいなことを書き込み一平に殴られた。しかしそれでも懲りず終盤に今度は一平の書いたラブレターを黒板に貼り皆の笑い者にしたりと性格はやや悪質である。
西尾の悪友（*3）
演 - 竹村康伸
第40話に登場した西尾の悪友で長身。西尾と共に友恵に乱暴し、大沢が西尾をひっぱたくと西尾と共に悪態をついてその場を去る。
不良2人組（*3）
演 - 犬塚篤、間瀬貴稔
パート3の第41話、42話に登場。学校の廊下を自転車で乗り回したり、金属バットを振り回すなど悪質な不良たち。一平によると謹慎処分を受けて、しばらく学校に来ていなかったようで、3年のワルも近づかないらしい。翼との喧嘩に負け、退却して以降登場していない。
新田りか（*4）
名前のみ登場。里香と同じ名の翼、一也の妹。故人で死因は不明。両親の離婚の際に一也についていった。
斉藤じゅん（*4）
演 - 金田卓也
パート4の序盤にて木村たちにいじめられていた少年。茜や春子、大沢校長の活躍で助けられた。パート2、3のいじめっ子の純とは別人。
斉藤つとむ（XmasSP）
13歳。茜、翼のクラスメートで友人。冒頭で増田、沢井、北村から裸踊りを強要されていじめられるところを茜に助けられた。翼曰く一也のような喧嘩ばかりしているバカとは違うようで温厚な性格である。
かすみ（XmasSP）
名前のみ登場。ひとみの親友の女子生徒。中学時代いじめに遭っており、倉田に助けを求めたが相手にしてもらえなかった。この時ひとみが止めに入らなければかすみは自殺しかねない状況だった。
佐々木杏子、下田幸枝（*5）
演 - 戸松世良、芝田麻美
太陽学園の高校生。学年は不明だが茜や健一が「先輩」と呼んで慕っている。学園には内緒でポルノ関係の仕事で金を稼いでいるらしく金には余裕があるらしい。よくホストクラブに通っている。健一がホストになった時も常連客として来てくれていた。そのため人情には厚い模様で不良ではない。由美子には嫌われている。
坂井（*5）
15〜17歳。里香にストーカーをした高校生。性格は狂人そのもので異常なまでに里香を追い回した。後に窃盗の余罪もあったこともあり逮捕された。
小島（*5）
演 - 福井博章
25歳。キャバクラで働いていた由美子を拉致して乱暴した犯人。どこかのレストランでコックをしているらしい。由美子のことは好きでもなく特に理由もなく由美子に暴力をふるい、笑いながら由美子に対してなんとも思わない態度を取り、その人間性の無さから茜と健一の怒りを買う。
石田たかし（*5）
44話で名前のみ登場。真紀の弟。彼も義父による母に対する家庭内暴力に悩んでいる。
園田（*5）
演 - 越川光男
17歳。加奈が出会い系サイトで知り合った交際相手。出会った初日から親しくなったが前述どおり過激な交際が災いして加奈は妊娠してしまったにもかかわらず彼は「自分の子じゃないだろう」などと言って責任転嫁してしまった。茜や陽子に説教されても全く改心することはなかった。茜は彼に絶対責任を取らせると言ったが彼が加奈に責任をとったかどうかは明かされていない。
島本（*2）
名前のみの登場の中西の友人。多額の借金で困っていたらしい。中西も彼にはいろいろと良くしてもらっていることから彼の連帯保証人になっていた。三枝子を騙して金を手に入れ、借金を全て返済したがそれが三枝子にバレてしまい中西は警察に訴えられそうになるが毎月少しずつ返していくという条件で許してもらえた。それを知った島本も一緒にその金を返していくと約束した。
吉岡（*5、ファイナル）
中西が新潟に居た頃の友人。名前のみ登場。新潟で運送会社を始めたので中西を勧誘する。そのため中西は新潟に戻ることになる（茜は前述どおり一旦太陽学園に残るが最終的には新潟に戻った）。

### パート1・2
- 矢崎先生 - 小島範子　1での健一の担任。
- 野沢いずみ - 小島美香　1で健一のクラスメイト。健一が想いを寄せる。
- 田中 - 丸子礼二　1で近所の老人。茜が度々訪れる。
- 直也 - 金原健
- 真由（4の真由とは別人） - 森美稚子　里香の友人。メガネを掛けている。
- 清美 - 大住知里
- 橋本先生 - 相良真 2での健一の中学の先生
- 愛子 - 小島志帆 2で保健室でトラブルが起きる
- 川田美沙 - 堀部知穂　2で髪のことを山村先生にいじめられる。
- 中島竜太 - 佐藤瞬 2で出会い系きっかけで里香につきまとう。
- 谷口三枝子 - 石黒志伸　2で中西と再婚の話が出るが。
- 須藤康夫 - 山本達也　1でひまわりの家の生徒。茜に好意を寄せる。
- 勝 - 阿部優也　ひまわりの家の生徒。茜に好意を持つ。
- 公平の父 - 池戸陽平　息子のいじめに対して行動をとる

### パート3
- 水野あゆみ - 杉本友莉亜
- 水野真美 - 石田梨里
- 横井達也 - 猪又寛生
- 小野由美 - 伊原茉莉花
- 小野佳代（由美の実母） - 井上美穂
- 村野眞弓 - 高橋祐月
- 石田優子 - 古賀美智子
- 工藤しおり - 吉田ゆかり
- 植田 - 川本貴則
- 西尾 - 醍醐直弘
- シンシア - グレーシー
- 吉野先生 - 伊沢勉
- 猪木先生 - 亜崎敬司

### スペシャル
- 堀めぐみ - 前田愛
- 池田直也 - 郭智博
- 美奈 - 谷口響子
- 池田誠太郎 - 清水章吾
- 村山 - 秋野太作
- 野崎先生 - 川上たけし
- 尾崎 - 森脇史登

### パート4
- 川田佐代子先生（3年A組担任） - 咲田とばこ
- 校長先生 - 太田和良
- 黒木誠治（祐太郎の父） - 小澤寛
- 永井益美（健一のクラスメート） - 臼井志保
- 柳田さゆり（保健室登校） - 丸川沙綾
- 西野真由 （浩のクラスメート） - 坂田知美
- 美由紀（一也の知人） - 原えり子
- 木村太一 （いじめっ子親分） - 古川貴広
- ルミ（里香のクラスメート） - 上田祐華
- 章 - 斎藤勇人
- 幸介（いじめっ子・子分A） - 堂領肇
- 孝（いじめっ子・子分B） - 江藤直紀
- 真由の母 - 斎藤直美
- 黒木清美 （祐太郎の母） - 円城寺あや
- 倉田正也先生（2年B組担任兼生活指導） - 大門正明

### Xmasスペシャル
- 岩田ひとみ - 遠野凪子

### パート5・ファイナル
- 尾崎光先生 - 麻津拓也
- 千枝 - 中村みづほ
- 川原佐和子 - 栗林栗子
- 石田真紀 - 小松愛
- 木村陽子 - 沢井美優
- 森幸太郎 - 中野史洋
- 西岡由美子 - 椎葉えり
- 大山太 - 小栗一将
- 青柳加奈 - 大塚水月
- 中川ユリ - 山本梨加
- 佐野すみれ - 伊藤奈美子
- 佐久間しのぶ - 杉浦麻美
- 園田 - 越川光男
- 戸田哲治 - 岸良一
- 並木洋介 - 長谷川慎
- 岩本 - 本田一平
- 古田 - 榎本憲志郎
- 佐々木杏子 - 戸待世良
- 下田幸枝 - 芝田麻美
- 北村英治園長 - 小宮健吾
- 倉田正也先生 - 大門正明
- 黒田祐太 - 松山ケンイチ
- 山下先生 - 坂本あきら
- 新田伸江 - 立枝歩

## スタッフ
- 製作 - 中部日本放送（CBC）
- 脚本 - 畑嶺明
- 音楽 - 義野裕明、宮本一、桑原研郎、井沢洋、多田彰文
- 番組宣伝 - 宇都宮秀則、横地晶子、稲垣邦広
- 東京番宣 - 川添志紀、重松和世
- 演出 - 小森耕太郎、堀場正仁、榊原正樹、松井智人、根岸耕平、阿藤一夫
- プロデューサー - 山本恵三、大羽秀樹、堀場正仁
- 企画協力 - たむらプロ（千野榮彦、田村恭一、中里慶）
- 企画制作協力 - CBCクリエイション

## 主題歌
- パート1 - 「魔法のメロディー」（作詞・作曲：SHUJI / 編曲：N.TANAKA・H.AOKI / 歌：MELODY 〔※melody.とは別人〕）
- パート2 - 「愛の花」（作詞・作曲：SHUJI / 編曲：N.TANAKA・H.AOKI / 歌：MELODY）
- パート3およびファイナル - 「secret base 〜君がくれたもの〜」（作詞・作曲：町田紀彦 / 編曲：虎じろう / 歌：ZONE）
- パート4 - 「素直になれなくて」（作詞・作曲：広瀬香美、編曲：野崎貴朗 / 歌：未来-MIKU-）
- パート5 - 「HANABI 〜8月の日〜」（作詞：高柳恋、作曲：酒井ミキオ、編曲：大野宏明 / 歌：未来-MIKU-）

## 映像ソフト化
パート3、パート5、スペシャル三部作がビデオ（VHS、セル・レンタル共通）とDVDでリリースされている。パート1、パート2、パート4のDVD化については、現在未定。

## 番組ロゴ
- パート1 - パート3までは、シリーズとしてロゴは統一されておらず、番組と番組サイトで使われる書体やフォントも異なっていた（写研「ゴナ」、「石井ゴシック」や、モリサワ「新ゴ」など）。
- パート4から（キッズ・ウォーの部分は）ニィスフォント「JTCナミキPOP-U」と、（〜ざけんなよ〜の部分は）「平成角ゴシック」に統一される。また配色も赤ブチに黄色・白・水色などに統一。以降、番組サイトを中心に過去の番組のロゴもパート4時につくられたものがベースになり、パッケージやノベルティなどに採用される。

## クレジット
- パート2までは「写研」書体が採用され、パート3以後DTP化されている。
- パート2まで「キャスト」には、役名が記されていたがパート3以降非表示で統一されている。
- パート5のオリジナル放送において「提供クレジット」は、「提供」が非表示であった。これは、表示中演者の顔に「提供」という字が被らないよう配慮したことによる。

## その他
- 副タイトルにもある「〜ざけんなよ〜」だがパート1では第23回の不良生徒の一人と最終回のラストシーンの春子が「ざけんなよ！」と発する以外使用されていない。そのため茜はパート1では啖呵は切るが「ざけんなよ！」のセリフは一度も使用しなかった。
- パート3までの最終回では、茜と里香が些細なことで喧嘩し、春子が仲裁に入り「ざけんなよ」と啖呵をきるのが恒例であった。1は春子がフライパンを3回叩いて啖呵を切る、2はバケツの水を茜と里香の2人に頭上から浴びせる、3は生クリームたっぷりの苺のケーキを茜と里香2人の顔面に擦り付けるようにぶつける。その後に春子が「ざけんなよ」と言った直後に茜と里香が春子の顔面に向かってケーキをぶつけて春子は顔中クリームまみれになる。
- パート3ではオープニングが、パート5では提供クレジットと「このドラマはフィクションです」がサービスカット仕様となっていた。
- パート3で里香が春子をお母さんと呼ばないことで「もう3年も一緒に暮らしている」と健一と大介が発言しているが正確には「2年」であり続編のパート4からは修正され「もう3年も暮らしている」と健一、大介、春子が再び発言している。だが浩が同級生を恐喝をしたエピソードでは「4年も一緒に暮らしているのに…」と春子が発言している場面もある。
- パート3で、大沢校長が大工からサンドイッチ屋に転職した信彦に、「大工さんからサンドイッチ屋に転身ですか」と話しかける場面があり、信彦が照れながら「華麗なる・・転身!!」とウルトラマンレオの変身ポーズをとるシーンがある。なお、信彦役の真夏竜は、かつて『ウルトラマンレオ』に主人公・おゝとりゲン役で出演している。
- パート5の冒頭で今井春子と今井大介の2人は事故死しているが、その役を演じた生稲晃子と川野太郎の2人は、2004年11月15日に関西テレビ『走れ!ガリバーくん』の収録で山口県内に滞在中、同行スタッフ5人と乗っていたジャンボタクシーが交通事故に遭い、川野は左肩に全治2週間、生稲は頭部打撲で全治10日間の怪我を負った。
- パート5のどんでん返しの展開は脚本家の畑嶺明の意向で「今までの展開でやりたいことはやり尽くしたという思いがあった」「自分たちの力で生きていく姿を描きたかった」「山本さん（恵三プロデューサー）からは二人も出してほしいと言われたし、僕としても生稲さんたちがいたほうが画面が明るくなっていいんです。でも両親が亡くなり子供たちだけで生きていかねばならなくなれば、そこで新たな物語が描けると思った。批判の声が上がるのも予想しましたが、あえて次の段階へ挑戦をしたということです」とパート5の解説ブックで発言している。プロデューサーの堀場正仁も「『もういっぺん原点に戻ろう』を今回のテーマにして血のつながらない子供たちが共に暮らしどう成長していくかがこのドラマの最大のテーマで彼らがこれだけ大人になった今、さらに究極の枷を与えるとしたらそれは『自分たちを守ってくれる人がいない中での自立』つまり春子さんと大介さんの不在ということでした。放送開始前にも多くの反響メールを頂き、僕らとしても生稲晃子さんと川野太郎さんのいない『キッズ』は勇気のいる決断でしたが必要なステップと捉えました。」と発言している。一方でテレビ雑誌には「マンネリ化を防ぐために（茜たちの）両親には死んでもらいました」との製作側のコメントもある。
- 前述の健一役の小谷がパート5でのメガネが外された件でも言われている通り、元々パート5でテレビシリーズは終了するつもりで制作されていたようである。
- 今井家の友恵は茜以外は呼び捨てで呼ぶのだが、パート5の第12話では友恵が「茜と里香ちゃん」と、茜を呼び捨てにし、里香にちゃん付けをするというセリフミスのシーンがある。
- TBSオンデマンドの放送では、未成年の喫煙または飲酒場面がある際番組終了後にホワイトバックに「番組中、未成年者が煙草を吸う（酒を飲む）場面がありますが未成年者の喫煙（飲酒）は法律でかたく禁止されています」というテロップが表記される。なお、パート5の1話で文太の飲酒の際、演者の多賀名は当時未成年だったため飲もうとしているところしか描写はないが、演出上はビールを2本飲み干して酔っているため、表記される。
- パート5放送中の2003年9月16日には名古屋立てこもり放火事件が発生、番組放送開始からわずか数分で番組が中断され、ニューススタジオの中継映像に切り替わった。
- 2022年11月11日放送のTBS『A-Studio＋』に茜を演じた井上真央がゲスト出演した際にMCのKis-My-Ft2・藤ヶ谷太輔が本シリーズを好きだと告白している。

## 関連番組・関連作品
- キッズ・ウォーPARTY - 2001年12月23日に開催された同名のイベントの模様を放送。CBCの放送日は2002年1月2日[2]。
- キッズ・ウォーPARK - CBCのみで放送されたミニ番組[3]。
- どっちがどっち!（NHK Eテレ） - パート4と並行で放送されていたテレビドラマで、太一役の古川やパート3キャストの伊原やパート5キャストの小栗も出演。